# Collège François-Xavier-Vogt
Le collège François-Xavier-Vogt, plus communément appelé collège Vogt, est un établissement d'enseignement secondaire camerounais dirigé par des religieux et situé à Yaoundé, capitale du Cameroun.

## Histoire
C'est au milieu des années 1940, juste après la Seconde Guerre mondiale, que l'évèque François-Xavier Vogt, alors administrateur apostolique de la région de Yaoundé, lance l'idée de fonder le collège qui portera par la suite son nom.  Son objectif est de former les jeunes Camerounais dans la discipline, l’éthique et la foi chrétienne, pour que demain, ils puissent répondre aux défis et enjeux divers qui interpelleront leur pays. Le projet d’éducation ainsi élucidé prend forme dès septembre 1947.
Une équipe de prêtres spiritains, enseignants de formation, conduite par l’abbé Dannel, arrive à Efok, petit village situé dans le département de la Lekié où sera implanté l’établissement scolaire à ses débuts.
De 1947 à 1951, l’institut de formation et d’éducation naissant accueille des jeunes élèves provenant de la grande région de Yaoundé, qui va de Yoko à Ambam et de Makenene à Minta. Outre le prêtre Dannel qui cède sa place dès 1948 au prêtre Joseph Kristen, les enseignements sont assurés par les prêtres Jacques Delaville, le Dr Sram appuyés par une équipe de grands séminaristes de l’époque. On retiendra les noms suivants, Jean Baptiste Ama, Pierre Kwalang, Jérôme Mballa et Ninekan.
L’année scolaire 1951-1952 est une année charnière pour le Collège Vogt, puisqu’il est transféré d’Éfok à Mvolyé le siège épiscopal de l’époque. Les Pères Spiritains se retirent et cèdent la direction de l’établissement à la congrégation des Frères des écoles chrétiennes du Canada installés depuis quelques années à Mbanga. Les trois premiers frères qui reprennent en main le collège ont pour noms : Yves Pinze, Isidore Guillemette et Hilaire Fortin.
De 1951 à 1972, le collège Vogt prend une envergure respectable. Les résultats sont excellents. Il n’y a que du 100 % de taux de réussite aux examens. De plus, en dehors de la formation intellectuelle, le collège inculque une dimension éthique forte à ses élèves. En 1972, après 21 ans de gestion, les Frères des écoles chrétiennes restituent la responsabilité du collège Vogt à l’archevêque de Yaoundé qui la confie à ses prêtres diocésains qu’appuient des laïcs.
En 1993, le collège Vogt a été confié dans sa direction et son fonctionnement aux Frères de la Communauté Saint Jean. Environ 2 400 élèves y suivent chaque année leur scolarité dans l’enseignement général, de la 6e à la terminale.
Les excellents résultats du collège Vogt obtenus aux examens officiels (Baccalauréat, Probatoire, BEPC) ont largement boosté sa notoriété. De nombreux élèves, à l'approche des examens officiels recherchent des anciens sujets de l'établissement pour mieux se préparer.

## Allégations de pédophilie
En 2017, selon une enquête de Cash Investigation  des prêtres de la communauté Saint-Jean sont compromis dans des affaires de pédophilie notamment au sein du collège François-Xavier-Vogt. L'évêque Joseph Atanga informé des accusations de pédophilie a permis d'exfiltrer les prêtres concernés et éviter ainsi un procès.

## Élèves célèbres
Le Collège Vogt a formé des milliers de jeunes camerounais qui occupent des hautes responsabilités dans divers secteurs de la vie économique, culturelle et politique, parmi lesquels :
- Joseph Mbede, Ministre de la Santé publique dans le 19e Gouvernement de Paul Biya (27 novembre 1992)
- Jacques Fame Ndongo, Ministre de l'Enseignement supérieur
- Louis Bapès Bapès, Ministre de l'éducation secondaire
- Philippe Mbarga Mboa, chargé de mission à la présidence